# 福岡県立早良高等学校
福岡県立早良高等学校（ふくおかけんりつ さわらこうとうがっこう, 英語: Fukuoka Prefectural Sawara High School）は、福岡県福岡市早良区小笠木にある県立高等学校。

## 沿革
- 1985年（昭和60年）11月1日 - 設立準備室を設置。
- 1986年（昭和61年）4月1日 - 開校。

## 教育組織
普通科の中に以下のコースがある。
- 【スポーツコミュニケーションコース】H25までは体育コース。
  - 定員40名。
  - 体育の専門科目(体育理論・スポーツⅠⅡⅢ)やコース独自の行事(スポーツリーダー研修・スキューバ・スキー・ゴルフなどの校外実習等)が実施される。福岡県全域から受験可能。
- 【一般コース一般クラス】
  - 特進クラスを含めて定員160名。
  - 進路を実現するために、様々なクラスを設定している。3年生では「文系」と「総合系(就職)」に分かれる。英・数・国の授業では、理解度に応じて少人数の習熟度別授業を取り入れている。
- 【一般コース特進クラス】
  - 基本的に40名(1クラス)
  - 平成24年度からは、国公立大学・難関私立大学合格を目指した特進コースを1年から設置している。一般コースの中から選抜する。2年になると「文系」・「理系」「看護系(国立文系に近い)」に分かれる。理系の大学を希望する生徒は特進クラスを選択することになる。
  - ２年の３学期からは放課後に「進学セミナー」を開講している。
  - 学年全体で行うものとは別に大学見学会や進路ガイダンスに参加したり、学習会を行ったりする。また、特進クラスの生徒が学年を超えて集まり、３年生から進路の選び方や学習方法について話を聞く「縦割り合同HR」という行事もある。

## 教育方針

### 校訓
自立・謙虚・不撓

### スローガン
生徒たちが、幸せな社会人として生きていける力をつける

### 校歌
- 作詞: 西村昭治(初代校長)
- 作曲: 安永武一郎

### 観点別評価の導入
日々の授業における意欲や姿勢を重視し、地道な努力や自主的な取り組みを高く評価する、独自の評価制度が存在する。

### 早良リンクス
もう一度基礎をしっかりやりたいという生徒のために「学び直し」の為のプログラム(授業)を用意している。取り組みやすい教材で、達成感・充実感を得ることができるとされる。

### セミナー
資格取得を目指し短期集中型のセミナーを実施している。講座は次の通り。
- 実用英語技能検定（４～２級）
- 日本漢字能力検定（４～２級）
- 実用数学技能検定（４～２級）
- 日本語ワープロ検定（４～２級）
- 情報処理技能検定（表計算）
- 文書デザイン検定（４～２級）
- 危険物取扱者（丙種）

### オイスカとの協定
福岡県立早良高等学校とオイスカ西日本研修センターは持続可能な社会の実現に貢献する人材育成を目的に、連携・協力を図っていく協定を締結。センターと同高は隣接し、これまでも田植えなどの地域行事に、センターの外国人研修生と同高生徒がともに参加し交流を続けてきた。

## 学校行事（2024年度）
| 4月  | 1学期始業式 第39回入学式 対面式・離退任式 ブリッジプログラム(１年オリエンテーション) 学年遠足            |
| 5月  | スポーツ科学測定実習（1年） 生徒会長選挙 １学期中間考査（5月21日～23日） 早良小学校新体力テスト補助(3年) |
| 6月  | 文化祭 お田植え祭 第１回脇山保育園交流 ２学年バス見学ツアー 生徒総会 公開授業                            |
| 7月  | 1学期 期末考査（7月1日～7月4日） 脇山保育園交流 クラスマッチ(夏) １学期終業式                            |
| 8月  | ２学期始業式 脇山オイスカサマーナイトフェスティバル                                                      |
| 9月  | 体育祭 脇山保育園交流                                                                                    |
| 10月 | ２学期中間考査（10月1日～3日） 稲刈り 修学旅行（10月20日～23日） 脇山保育園交流                          |
| 11月 | 創立記念式典 オイスカ収穫感謝祭 脇山保育園交流 もちつき 2学期期末考査（11月28日～12月3日）               |
| 12月 | 脇山保育園交流 クラスマッチ冬 ２学期終業式                                                               |
| 1月  | ３学期始業式 大学入学共通テスト 脇山保育園交流                                                           |
| 2月  | 学年末考査（2月10日～2月14日） 脇山保育園交流                                                            |
| 3月  | 第３７回卒業式 ３学期終業式                                                                              |

## 事故・訴訟
1990年9月、体育祭での組体操人間ピラミッド練習中に基が崩落し、当時3年生の男子生徒が首を骨折する事故があった。以降、男子生徒は全身麻痺の寝たきり状態（身体障害者1級認定）となっている。男子生徒を含む家族が県を相手取り約1億4800万円の損害賠償請求を行い、4年後、福岡高等裁判所にて原告が勝訴した。
現在では体育祭では組体操や騎馬戦など、危険を伴う競技は行われていない。

## 部活動
運動部　
- 野球
- サッカー
- 剣道
- 水球
- 陸上競技
- ハンドボール
- バスケットボール(男女)
- バレーボール(男女)
- ソフトテニス

文化部
- 書道
- 和太鼓
- 茶華道

総合文化部
- 写真
- 放送
- 吹奏楽
- 美術

## 通学手段など
- 最寄り鉄道駅・バス停
  - 福岡市地下鉄七隈線野芥駅よりバスで25分。
  - 西鉄バス早良高校前バス停（平日朝6便のみ昇降口前に乗入）
  - JR西日本博多南線 博多南駅より車で20分。自転車で1時間。
- 生徒の主な通学手段
  - バス: 西鉄バス早良高校行き（2番・3番・17番系統等）
  - 自転車: 野芥駅から約40分。

## 通学区
（詳しくは福岡県教育委員会のページを参照）
【一般コース】第６学区と那珂川市
- 福岡市のうち、以下の中学校区
  - 中央区のうち、警固、舞鶴、当仁、友泉中学校
  - 南区のうち長丘中学校の第六学区に所属する地域
  - 城南区のすべての中学校
  - 早良区のすべての中学校
  - 西区のすべての中学校
- 糸島市のすべての中学校
- 那珂川市のすべての中学校　（平成29年度入学生から）

【スポーツコミュニケーションコース】
- 県内全域。

## 著名な出身者
- 竹山隆範（お笑い芸人、カンニング）
- 橋本正徳（実業家/起業家）
- 古川真奈美（タレント）
- 小川久範（元サッカー選手）
- サワライオン

## 周辺の事物
- 横山神社 - 県道56号大門交差点付近、脇山1丁目地点に鎮座する神社。西方に存在。
- 安楽平神社 - 脇山1丁目地点、谷川の上流域に鎮座する神社。西方に存在。
- 日吉神社 - 谷地区（脇山1丁目地点西方）内に鎮座する神社（参照『谷日吉神社』）。西方に存在。
- セブンミリオンカントリークラブ - 東方に所在。
- 福岡市立脇山小学校 - 西方に所在。